# Вьейра, Шавьер
Шавьер Вьейра де Васконселос (кат. Xavier Vieira de Vasconcelos; 14 января 1992, Андорра-ла-Велья, Андорра) — андоррский футболист, полузащитник португальского клуба «Аркозелу». Выступал за сборную Андорры.
Его старший брат Марсио Вьейра (1984) — тоже был футболистом, играл за сборную Андорры.

## Биография

### Клубная карьера
Выступал за молодёжную команду «Теруэль». В 2010 году стал игроком клуба «Атлетико де Монсон», которое играло в низших дивизионах Испании. В команде сыграл 117 матчей и забил 9 голов. В январе 2015 года стал игроком клуба «Андорра» из столицы одноимённого княжества. В сезоне 2014/15 сыграл всего 3 матча. 29 января 2015 года попал в автомобильную аварию.

### Карьера в сборной
Выступал за юношескую сборную Андорры до 17 лет и провёл 6 матчей в турнирах УЕФА. За сборную до 19 лет сыграл 9 игр. В составе молодёжной сборной до 21 года провёл 18 матчей и забил 1 гол (в ворота Молдавии) в официальных турнирах УЕФА.
15 октября 2013 года дебютировал в сборной Андорры в отборочном матче чемпионата мира 2014 против Венгрии (2:0), Вьейра вышел на 80-й минуте вместо Карлоса Пеппе. Второй матч провёл 26 марта 2014 года против Индонезии (1:0), Шавьер вышел на 71 минуте вместо Пеппе.